# 슬레이프니르 (웹 브라우저)
슬레이프니르(Sleipnir)는 일본에서 개발된 탭 브라우저로 현재 펜리르(Fenrir) 주식회사에서 개발하여 배포하고 있다. 이 브라우저는 높은 수준의 사용자 커스터마이징 기능을 제공해 널리 알려져 있다. 일본어 뿐만 아니라 영어와 중국어 간체자 버전으로도 배포하고 있다.
원래 슬레이프니르 1.x 버전까지만 해도 제작자이자 현재 펜리르 주식회사의 대표인 카시와키 야스유키가 개인적으로 개발해 배포하고 있었지만 2004년 11월 그의 컴퓨터와 같이 들어 있던 슬레이프니르의 소스 코드가 도난당했다. 2005년 우여곡절 끝에 펜리르 주식회사를 차리고 새로운 버전으로서 슬레이프니르 2.x 버전을 개발하였다. 하지만 기존의 1.x 버전과는 호환성이 전혀 없다.
기본적으로 트라이던트 엔진을 사용하나, 2.x 대 버전부터는 게코 엔진도 사용할 수 있다. RSS 리더 기능도 지원한다. 그 외에도 별도의 플러그인을 Smart Installer라고 불리는 기능을 이용해 사용자의 필요에 따라서 플러그인을 설치하거나 제거하는 것이 가능하다.
일본 내에서는 2006년 기준으로 점유율 6.0%를 기록하고 있으며, 이는 인터넷 익스플로러, 모질라 파이어폭스에 이은 3위이다.
슬레이프니르는 포터블 용으로도 개발되어 USB 드라이브 같은 휴대할 수 있는 저장 기기에 저장해서 필요시 컴퓨터에 연결해 사용할 수 있다. 하지만 몇몇 기능을 사용할 수 없다는 것이 단점이다.